# 이민진 (바둑 기사)
이민진(李玟眞, 1984년 7월 11일 ~ )은 대한민국의 바둑 기사이다.

## 약력
1998년 입단하였으며, 2010년 6단을 거쳐 2012년 3월에 7단으로 승단하였다. 2000년 제7기 여류프로국수전 본선과 2001년 제3회 여류명인전 본선에 올랐다. 2004년 제3회 및 2005년 제4회 정관장배에 한국대표로 출전했으며, 2006년 제10기 SK가스배 신예프로10걸전에서 9위를 차지했다. 2007년 제5회 정관장배 한국대표 주장으로 참가하여, 한국이 첫 우승을 했다. 2008년 제13기 여류국수전 준우승에 이어 제1회 세계마인드스포츠게임 여자개인전에서 은메달을 차지했다. 2010년 광저우 아시안게임 바둑 여자단체전에서 금메달을 획득했다.